# Adenogramma congesta
Adenogramma congesta är en kransörtsväxtart som beskrevs av Robert Stephen Adamson. Adenogramma congesta ingår i släktet Adenogramma och familjen kransörtsväxter. Inga underarter finns listade i Catalogue of Life.